# ذات راس (الكرك)
ذات راس  هي قرية أردنية نبطية، كانت تسمى في زمن البيزنطيين (كيراكوبوليس).

## جغرافيتها
تقع قرية ذات راس جنوب الأردن في محافظة الكرك على بعد 30 كم إلى الجنوب الشرقي من مدينة الربا، وعلى بعد 30 كم إلى الشرق من البحر الميت. بنيت على الجانب الشمالي لوادي الحسا حيث توجد الأراضي الزراعية الغنية بالمياه والينابيع. ترتفع حوالي 1200م عن سطح البحر. ويوجد بالقرب منها تجمع قرى منها: الفيصلية، الحسينية، الخالدية، الهاشمية، أم حماط.

## التسمية
إن كلمة «راس» هي سامية وتعني قمة جبل أو حافته. كما أن لها معنى ديني نسبة إلى اله الحراسة المؤابية القديم المسمى (عظيم الآلهة) الذي كان يعبد في تلك المنطقة. فكلمة «ذات الراس» تدل على آلهة الجبال إذ أن كلمة «ذات» أو «ذو» كانت تطلق كتعريف باله ما.

## تاريخها
لقد عرفت أم الراس زمن الحضارات الرومانية والبيزنطية والإسلامية إذ اعتبرت محطة مائية تقع على طريق المسافرين. إذ يوجد بناء روماني الطراز وصف بأنه معبد. إلا أن الاستكشافات الأثرية كشفت عن مدافن منحوتة في الصخر وبداخل إحداها أساور ذهبية مما يدل على أن البناء كان مدفن لإحدى العائلات الثرية في المنطقة. وهناك بقايا هياكل رومانية استعملت حجارتها لبناء المساكن. وهناك ضريح روماني يعود تاريخه القرن الثاني أو الثالث الميلادي لا يزال بحاله جيده. كما وجد نقش اغريقي يمثل اسم الإله النبطي أتارغيتس (Atargaits).وهناك أيضاً موقع جديد تم اكتشافه من قبل قسم الآثار والسياحة في جامعة مؤته ويقع على حافة جبل مطل على العينا في منظر جمالي رائع ويحتوي هذا الموقع على مباني لم يتم تحديد تاريخها بعد حيث كان الدكتور تيسير العطيات ()أول من اقام حفريه حديثه في ذلك الموقع، ان هذا الموقع هو عباره عن كنيسه لوجود الرسومات الفسيفسائية الرائعة واعمده عاديه، هذا بالإضافة إلى الأعمدة الرخاميه التي تم استخراجها من أماكن مختلفه في الموقع ويوجد أيضاً قنوات مائية وارضيات مبلطه ومدخل جميل لتلك المدينة أيضاً من روائع موقع شقيرا الغربية الحجر البازيلتي الأسود الذي يبلغ طوله 3 امتار وهذا الحجر سبق وكتب عنه أحد علماء الآثار الفرنسيين 1978، وهناك بقايا كنيستين بيزنطيتين. وهناك نقش أموي[بحاجة لمصدر].
ومن أثارها المشهورة: قصر البنت، والمآذن القديمة وبقايا قرية تاريخية قديمه[بحاجة لمصدر].

## مواقع خارجية
- ذات راس على موقع ويكيمابيا